# Дженні Віттл
Дженні Віттл (англ. Jenny Whittle, 5 вересня 1973) — австралійська баскетболістка.
Срібна призерка Олімпійських Ігор 2000 року, бронзова призерка 1996 року.
Переможниця Ігор Співдружності 2006 року.
Чемпіонка світу 2006 року.
Бронзова призерка Чемпіонату світу 2002, 1998 років.
Переможниця юнацького чемпіонату світу (U-19) 1993 року.